# Дейлі Блінд
Де́йлі Блінд (нід. Daley Blind, МФА: [ˈdeːli ˈblɪnt]; нар. 9 березня 1990, Амстердам, Нідерланди) — нідерландський футболіст, захисник «Жирони» та національної збірної Нідерландів. Син відомого у минулому захисника «Аякса» та збірної Нідерландів Данні Блінда, який виступав на двох чемпіонатах світу та Європи.
Відомий виступами за «Аякс» та «Манчестер Юнайтед».
Дейлі є вихованцем і майже усю кар'єру провів у складі «Аякса», з яким став чотириразовим чемпіоном Нідерландів та володарем Суперкубка Нідерландів.

## Клубна кар'єра

### Ранні роки
Народився 9 березня 1990 року в Амстердамі в родині Івонни та Данні Блінда, колишнього футболіста роттердамської «Спарти» і амстердамського «Аякса». Тому Блінд-молодший вже з юних років грав у футбольній секції клубу АФК з Амстердама. У червні 1998 року Дейлі перейшов у футбольну школу амстердамського «Аякса». Пройшовши всі юнацькі команди «Аякса», Блінд 2007 року був переведений в молодіжний склад клубу. 29 березня 2007 року Блінд підписав свій перший професійний контракт з «Аяксом» до 1 липня 2010 року.
У червні 2008 року Дейлі був визнаний найталановитішим молодим гравцем в «Аяксі» і вже в серпні 17-річний Блінд був переведений з кількома гравцями в першу команду.

### «Аякс»
В Вищому дивізіоні Нідерландів Дейлі дебютував 7 грудня 2008 року в матчі проти «Волендама». Блінд вийшов на заміну на 62-ій хвилині, замінивши півзахисника Ейонга Ено. До цього часу рахунок у матчі був нічийним, 1:1, але вже за кілька хвилин після виходу на поле Блінда, «Аякс» забив другий гол, відзначився Ян Вертонген. У підсумку, амстердамці в гостях здобули перемогу. Дебют Блінда молодшого також увійшов в історію команди: до нього з 1954 року не один з синів колишніх гравців клубу не дебютував у першій команді, серед них були: Юрі Мюлдер, Йорді Кройф, Данні Мюллер, Роббін Кіфт та Данілу Соуза Кампос.
19 грудня 2008 року Дейлі продовжив свій контракт з амстердамцями до 1 липня 2013 року. У дебютному сезоні Блінд провів п'ять матчів у Чемпіонаті Нідерландів сезону 2008/09, а також одну гру в Кубку УЄФА. У першій половині сезону 2009/2010 Блінд виступав лише за молодіжний склад, в 10 матчах Дейлі забив 1 м'яч. Наприкінці грудня 2009 року Бліндом став цікавитися «Гронінген», який бажав взяти гравця в оренду. 4 січня 2010 року керівництво «Аякса» та «Гронінгена» домовилося про те, що залишок сезону Блінд проведе в оренді в їх команді. 5 січня «Аякс» офіційно оголосив про перехід. У новій команді Блінд дебютував 20 січня у матчі чемпіонату проти «Геренвена», що завершився домашньою перемогою «Гронінгена» з рахунком 2:0.
Влітку 2010 року повернувся в «Аякс», де поступово став гравцем основного складу, ставши з командою в чотирьох наступним сезонах чемпіоном Нідерландів, а 2013 року ще й допоміг команді виграти національний суперкубок, провівши на полі 105 хвилин у грі проти АЗ.
Наразі встиг відіграти за команду з Амстердама 99 матчів в національному чемпіонаті.

### «Манчестер Юнайтед»
В 2014 році було заявлено про його трансфер до «Манчестер Юнайтед». Сума трансферу тоді склала 14 мільйонів фунтів стерлінгів. Гравець підписав чотирирічний контракт 1 вересня 2014 року, після того, як виступав під керівництвом Луї ван Гаала на чемпіонаті світу та в «Аяксі». 
У своєму першому сезоні грав на позиції півзахисника, лівого або центрального захисника. Він допоміг команді посісти четверте місце в Прем'єр-лізі та кваліфікуватися до Ліги чемпіонів. Він також забив кілька важливих голів.
У своєму другому сезоні він став регулярно виходити в основі як центральний захисник, сформувавши партнерство з Крісом Смоллінгом. Зарекомендував себе результативними пасами і тактичним розумінням гри. Був у списку найкращих гравців Ліги Європи УЄФА.
Третій сезон став для гравця кульмінаційним, коли Блінд почав рідше грати через травми та конкуренцію з боку нових гравців. Але йому все ж вдалося виграти з «Юнайтед» ще два трофеї: Кубок Футбольної ліги та Лігу Європи УЄФА, де він зустрівся у фіналі проти свого колишнього клубу «Аякса».
У четвертому і останньому сезоні за «Манчестер Юнайтед» він потрапив у немилість Жозе Моурінью, який віддавав перевагу більш фізичним захисникам. Дейлі зіграв лише сім матчів у всіх змаганнях, а після січня 2018 року - жодного. Загалом він провів 141 матч за «Манчестер Юнайтед», забив шість голів і виграв чотири трофеї.

### Повернення в «Аякс»
Він повернувся в «Аякс» у липні 2018 року за 14,1 мільйона фунтів стерлінгів. Контракт було підписано на 4 роки. 
Після повернення до «Аякса» став ключовим гравцем і лідером команди. Він допоміг команді виграти два титули Ередивізі, Кубок Нідерландів і дійти до півфіналу Ліги чемпіонів УЄФА в сезоні 2018-19. Він також відзначився пам'ятним хет-триком у ворота «Де Графсхапа» під час перемоги з рахунком 8:0 у грудні 2018 року. Вдруге у своїй кар'єрі потрапив до команди сезону Ліги чемпіонів УЄФА.
В сезоні 2019-20 він продовжував регулярно виходити в старті за «Аякс», але в грудні 2019 року пережив загрозу для здоров'я, коли у нього було діагностовано захворювання серця, яке вимагало носіння підшкірного імплантованого кардіовертера-дефібрилятора. Він пропустив два місяці, але в лютому 2020 року повернувся до гри, забивши гол у матчі проти «Утрехта» в Кубку Нідерландів. Він зіграв ще шість матчів, перш ніж сезон було скасовано через пандемію COVID-19.
В сезоні 2020-21 Блінд провів 44 матчі у всіх турнірах, забив чотири голи та віддав шість результативних передач. Його команда виграла внутрішній дубль, здобувши перемогу в Ередивізі та Кубку Нідерландів. Також «Аякс» дійшов до чвертьфіналу Ліги Європи УЄФА. Втретє у своїй кар'єрі потрапив до команди сезону Ередивізі.

### «Баварія»
У січні 2023 року здійснив несподіваний перехід до мюнхенської «Баварії» на правах вільного агента, підписавши з чемпіонами Німеччини контракт на два з половиною роки. За «Баварію», граючи на позиції лівого або центрального захисника, зіграв всього 5 матчів у всіх турнірах.

## Виступи за збірні
2006 року дебютував у складі юнацької збірної Нідерландів. У травні 2007 року Дейлі у складі збірної Нідерландів до 17 років виступав на юнацькому Чемпіонаті Європи в Бельгії. На турнірі Блінд відзначився двома забитими м'ячами в матчі проти збірної Ісландії, але пізніше отримав травму та пропустив інші ігри турніру. Всього взяв участь у 17 іграх на юнацькому рівні, відзначившись 6 забитими голами.
Протягом 2009—2012 років залучався до складу молодіжної збірної Нідерландів у складі якої взяв участь у молодіжному Євро-2013 у Ізраїлі, на якому зіграв у трьох матчах, а його збірна дійшла до півфіналу. Всього на молодіжному рівні зіграв у 23 офіційних матчах.
6 лютого 2013 року дебютував в офіційних матчах у складі національної збірної Нідерландів в товариській грі проти збірної Італії на рідній «Амстердам-Арені». Блінд грав на позиції лівого захисника і провів на полі увесь матч, а матч закінчився унічию 1:1.
Наступного року потрапив у заявку збірної на чемпіонат світу 2014 року в Бразилії.
Наразі провів у формі головної команди країни 99 матчів, забив 3 голи.

## Досягнення
«Аякс»
- Чемпіон Нідерландів: 2010-11, 2011-12, 2012-13, 2013-14, 2018-19, 2020-21, 2021-22
- Володар Суперкубка Нідерландів: 2013, 2019
- Володар Кубка Нідерландів: 2018-19, 2020-21

«Манчестер Юнайтед»
- Володар кубка Англії: 2015-16
- Володар Кубка Футбольної ліги: 2016-17
- Володар Суперкубка Англії: 2016
- Переможець Ліги Європи УЄФА: 2016–17

«Баварія»
- Чемпіон Німеччини: 2022-23

Нідерланди
- Бронзовий призер чемпіонату світу: 2014